# María Cornelia Olivares

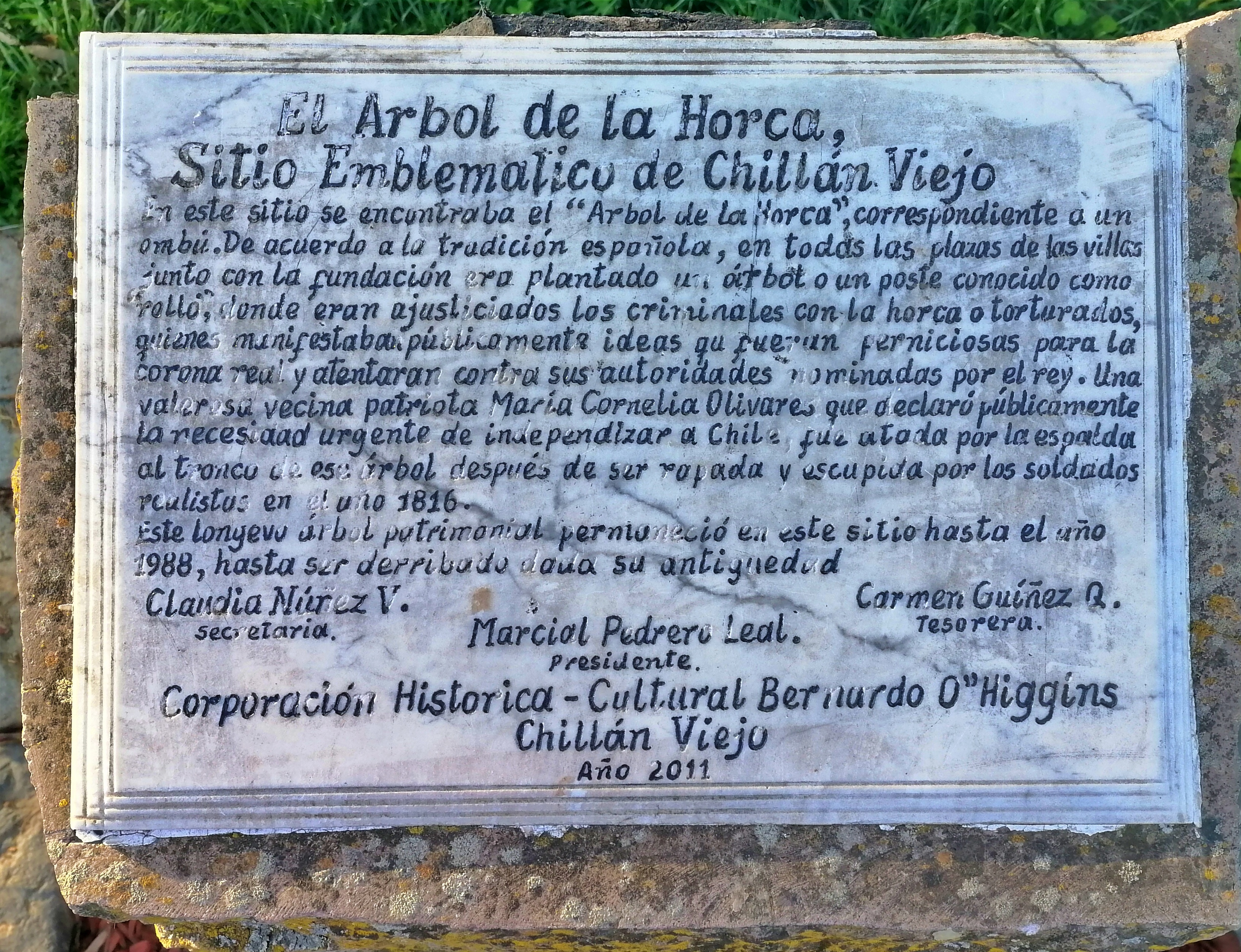
Monolito en recuerdo del Árbol de la Horca y de María Cornelia Olivares en la Plaza Isabel Riquelme de Chillán Viejo

María Cornelia Olivares (fl. 1817) fue una patriota chilena que nació y vivió en Chillán. Se destacó como agitadora por la Independencia. El 2 de diciembre de 1818, Bernardo O'Higgins la declaró ciudadana benemérita de la patria.

«Decreto
Santiago, diciembre 2 de 1818.

Doña María Cornelia Olivares, vecina de Chillán, es una de las ciudadanas más beneméritas del Estado chileno. Su constante adhesión por el sistema patrio, le infundió tal entusiasmo en días inmediatos anteriores a la entrada del ejército restaurador de los Andes, que en medio de los enemigos anunció públicamente el feliz resultado que después se verificó de aquella gloriosa expedición. No pudiendo tolerar los opresores aquel acto de heroicidad, la aprisionaron, le raparon el cabello, y las cejas, y la tuvieron expuesta en Chillán a la vergüenza pública desde las diez de la mañana hasta las dos de la tarde, cuyos ultrajes sufrió con inalterable firmeza de ánimo. Estoy cerciorado de un modo indudable de la verdad de este hecho. Por tanto he tenido a bien expedirle este decreto que se entregará original a la interesada para que le sirva de documento comprobante de su lealtad, y que se inserte en la Gazeta para su satisfacción y como un ejemplo digno de ser imitado.»

«Gazeta Ministerial de Chile», n.º 69, sábado 5 de diciembre de 1818.

Su actitud fue particularmente valerosa si se considera que en Chillán los realistas tenían adhesiones poderosas. -"Hombres y mujeres, decía, deben tomar las armas contra los tiranos. La libertad a todos beneficia, todos deben amarla y defenderla." Parecía a veces una mujer iluminada, encargada de alguna misión providencial, como Juana de Arco.
Tras repetidas amenazas de prisión por parte de los españoles se la prohibió salir de su casa. Sin embargo, despreciando los peligros, un día fue a la plaza a predicar nuevamente la revolución. Se la condujo a prisión donde le raparon el cabello y las cejas y luego la exhibieron en la Plaza de Chillán por varias horas para escarnio. Cuando algunos soldados se burlaban de ella en la plaza pública, les contestó: — "La afrenta que se recibe por la patria en vez de humillar engrandece."